# Пас, Мартен
Мартен Пас (нидерл. Maarten Paes; родился 14 мая 1998 года, Неймеген, Нидерланды) — индонезийско-нидерландский футболист, вратарь американского футбольного клуба «Даллас» и сборной Индонезии.

## Клубная карьера
Мартен Пас является воспитанником футбольного клуба «НЕК». За основную команду не сыграл ни матча, играя в молодёжных командах.
1 июля 2018 года Мартен Пас перешёл в «Утрехт», подписав трёхлетний контракт с опцией продления на четвёртый год. За клуб дебютировал в матче против «ПЕК Зволле», где сделал «сухарь». За «Йонг Утрехт» дебютировал против «Валвейка». 15 января 2020 года Мартен Пас получил травму плеча и выбыл до конца сезона. 5 октября 2020 года заразился коронавирусом. 16 декабря 2020 года получил сотрясение и пропустил 38 дней.
20 января 2022 года Пас отправился в краткосрочную аренду в клуб MLS «Даллас» c возможностью постоянного трансфера после окончания срока аренды в июле. В североамериканской лиге дебютировал 26 февраля в матче стартового тура сезона 2022 против «Торонто». Свой первый матч на ноль сыграл 12 марта против «Нэшвилла». В конце июня Пас перешёл в «Даллас» на полноценной основе, подписав контракт до конца сезона 2025 с опциями продления ещё на два сезона. В марте 2024 года Пас получил грин-карту и в MLS перестал считаться иностранным игроком.

## Карьера в сборной
В составе сборной Нидерландов до 19 лет вошёл в заявку на чемпионат Европы 2017 года, но на поле не вышел. За сборную Нидерландов до 20 лет сыграл два матча. За молодёжную сборную Нидерландов вошёл в заявку на чемпионат Европы 2021 года, но на поле не вышел.
В 2024 году Мартен Пас получил свой первый вызов в сборную Индонезии после перехода из Нидерландов после получения индонезийского гражданства. Дебютировал 5 сентября 2024 года против сборной Саудовской Аравии в матче отборочного турнира на чемпионат мира.